# Tricheurois
Tricheurois là một chi bướm đêm thuộc họ Noctuidae.

## Các loài
- Tricheurois nigrocuprea (Moore, 1867)